# Antonio Fernández Rodríguez

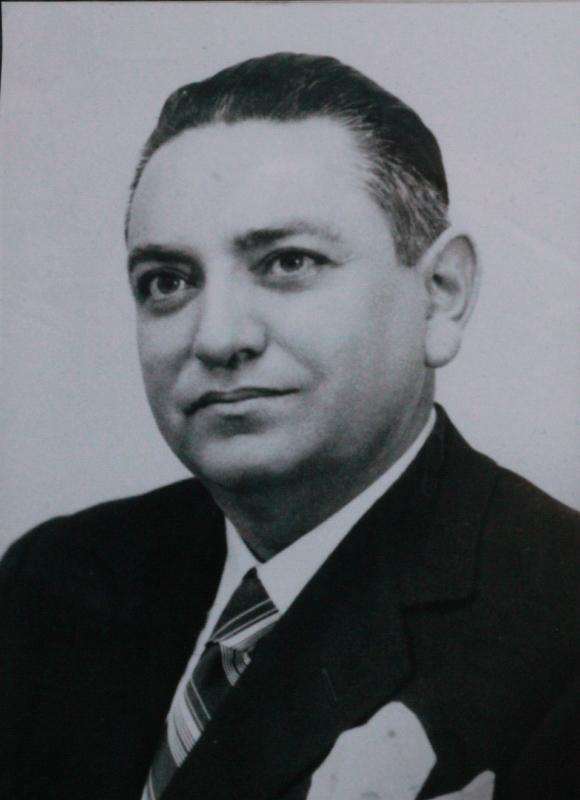
Antonio Fernández Rodríguez

Antonio Fernández Rodríguez (Malpartida de Plasencia, Cáceres, 1908 - Valladolid, 1971) fue maestro nacional, inspector de enseñanza y escritor de libros de texto de Escuela Primaria. Fue el autor entre otros trabajos de la Cartilla Práctica, la Enciclopedia Práctica, y la Enciclopedia Didáctica, una serie de libros de texto que se utilizaron en la escuela franquista española entre los años cuarenta y sesenta.

## Biografía
Obtuvo el título de maestro siendo el número uno en la oposición y ejerció en Villanueva de la Vera, Talaván y Malpartida de Plasencia. En 1927 es socio fundador y redactor-jefe del periódico El Gladiador (1927-1932). En 1947 opositó a Inspector de Primera Enseñanza y es destinado a Palencia, donde fue nombrado inspector jefe, función que siguió ejerciendo tras su traslado a Valladolid. 
En 1951 el Ministerio de Educación le concede la Cruz de Alfonso X el Sabio. Fue nombrado hijo preclaro de Malpartida de Plasencia en 1953, donde se le dedica una placa en su casa de nacimiento en la calle a la que se dio su nombre.
Se casó con Dña. Asunción Sáez, con la que tuvo nueve hijos. Murió en Valladolid en 1971.

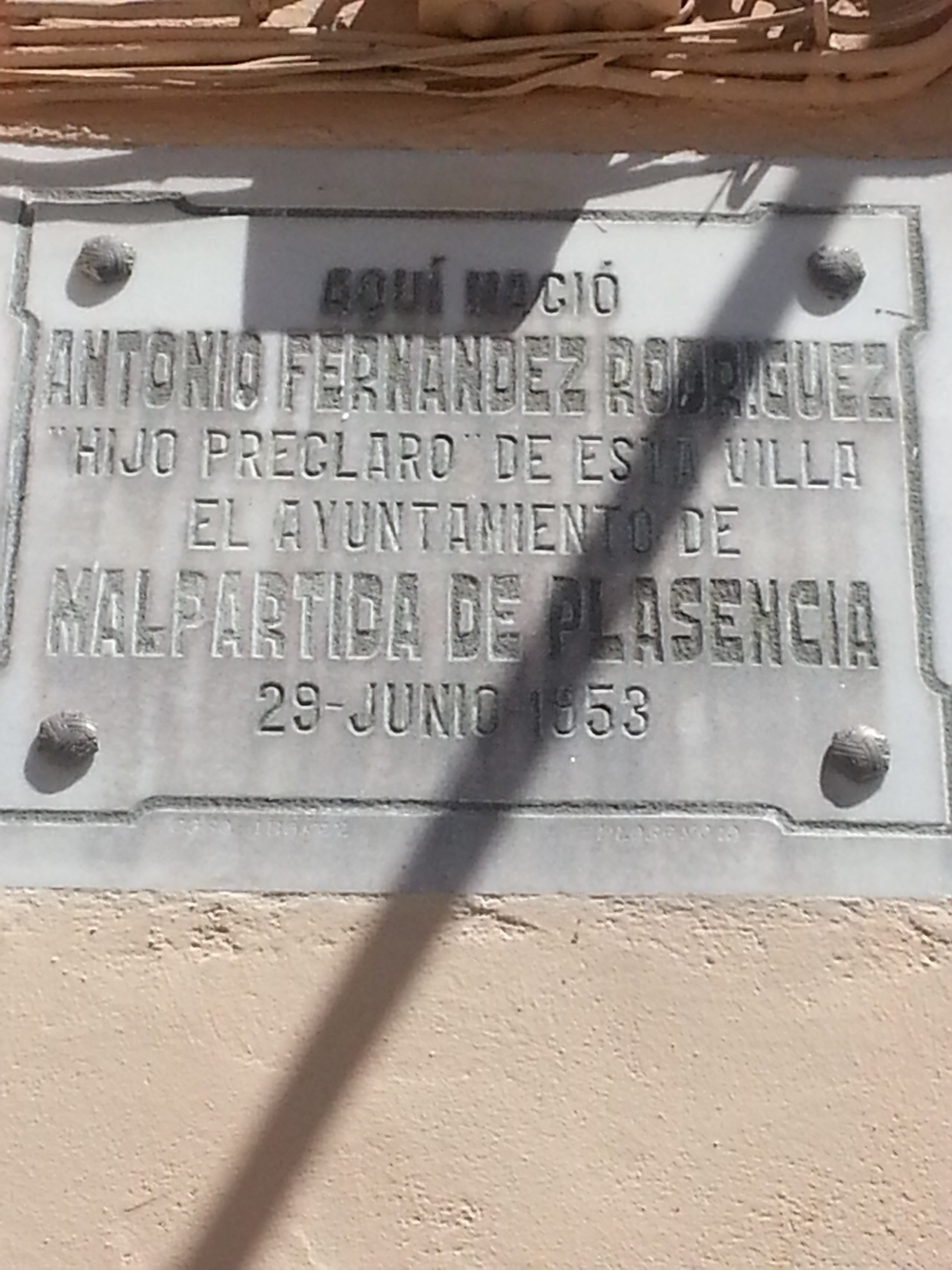
20140812 131956Placa1AntFdezHijoPleclaro

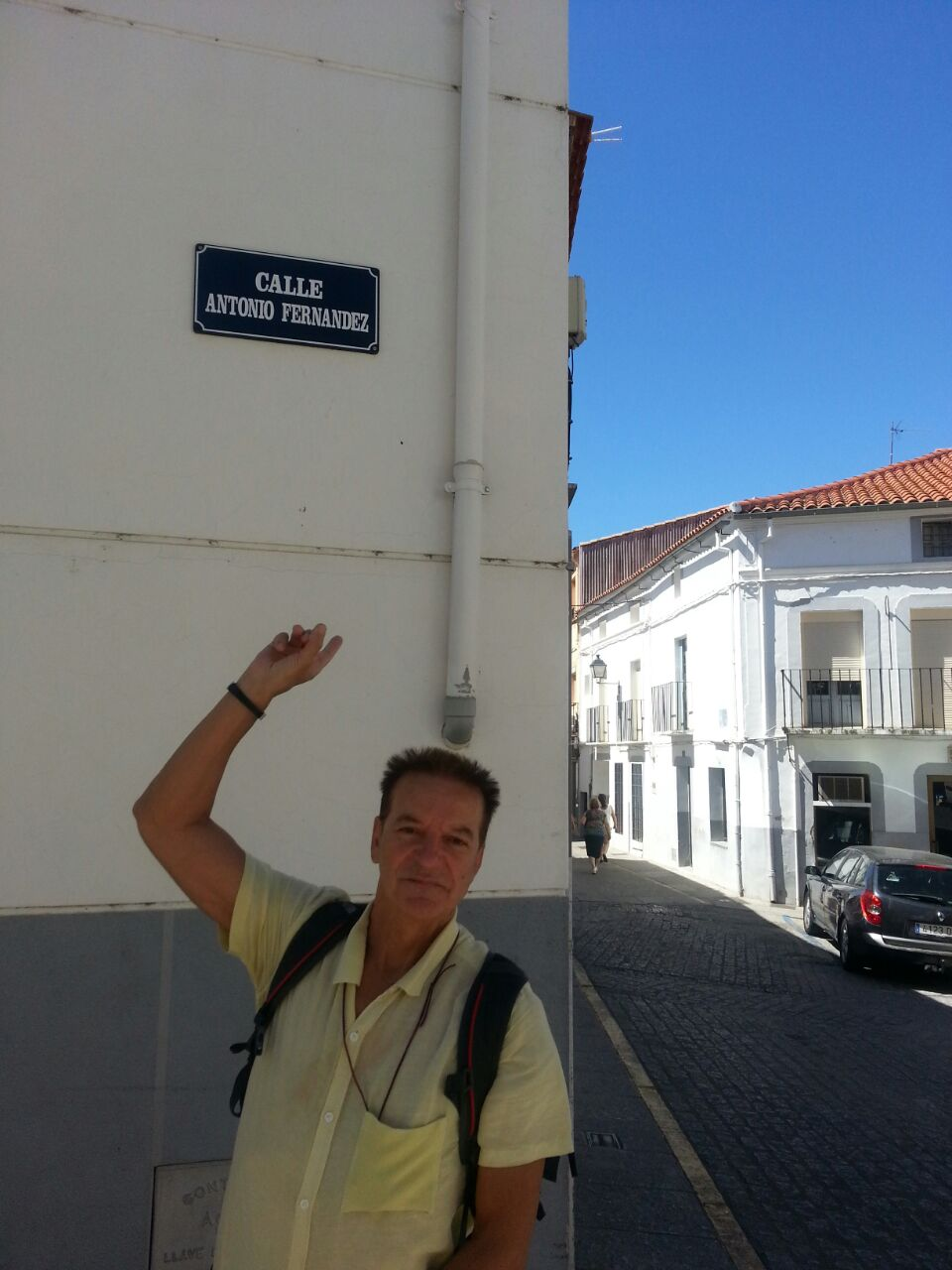
2014-08-12 13.13.25ComienzoCalleAntonioFernandez

## Obras
- Cartilla Práctica (I, II, y III). Método práctico para el aprendizaje de la lectura y la escritura y del dibujo simultáneos.
- Menudencias. Libro de letra manuscrita para párvulos.
- Iniciaciones. Libro activo de primeras nociones.
- Ingenuidades. Complemento de lectura a la tercera parte de la Cartilla Práctica.
- Enciclopedia Práctica del Párvulo (I, II, y III). La Senda de Jesús (I), Como en los cuentos de Hadas (II), y Un libro maravilloso (III).
- Enciclopedia Práctica: Grado Preparatorio.[2] Texto del Ciclo Primero del Período Elemental.
- Enciclopedia Práctica: Grado Elemental.[3] Texto del Segundo Ciclo del Período Elemental.
- Enciclopedia Práctica: Grado Medio.[4] Texto del Tercer Ciclo del Período Elemental. Es el libro correspondiente al Período de Perfeccionamiento de la Enciclopedia Didáctica.
- Enciclopedia Práctica: Grado Superior. Recoge en setecientas páginas el monumento didáctico que es la Enciclopedia Práctica.
- Enciclopedia Práctica: Compendio. Obra pensada para las Escuelas Preparatorias de Ingreso a Institutos y Seminarios.
- Enciclopedia Práctica: Libro del Maestro (I y II). Solución de ejercicios y preparación de las lecciones correspondientes a los Grados Preparatorio, Elemental, Medio y Superior junto con normas prácticas de metodología y organización escolar.
- Enciclopedia Didáctica: Grado de Iniciación. Para párvulos y alumnos hasta seis años.
- Enciclopedia Didáctica: Período Elemental (Primer Ciclo). Libro de texto para niños de seis a ocho años.
- Enciclopedia Didáctica: Período Elemental (Segundo Ciclo). Libro de texto para niños de ocho a diez años.
- Enciclopedia Didáctica: Período Elemental (Período de Perfeccionamiento). Libro de texto para niños de diez a doce años.

Libros complementarios de la Enciclopedia Práctica y de la Enciclopedia Didáctica:
- Primeras Emociones. Primer libro de lectura para el Primer Grado (Período Elemental).
- Anecdotario Educativo. Segundo libro de lectura para el Grado Segundo (Período Elemental).
- Lecturas Formativas. Libro de lectura para el Grado Tercero (Período de Perfeccionamiento).
- Amenidades. Lecturas orientadas a los niños del Grado Medio.
- Cuaderno de Ejercicios. Adaptados al Grado Preparatorio de la Enciclopedia Práctica.
- Mensajes y Evocaciones. Libro de lectura para el Período de Perfeccionamiento y Grados Superiores.
- Seres y Cultivos. Lecturas y prácticas sobre las ciencias naturales y agrícolas.
- Lecturas Biográficas. Libro de lecturas formativas.
- Panoramas. Tercer libro de lecturas.
- Cordialidades (I, II, y III). Antología lírica infantil.
- Versos para Niños. Antología lírica ilustrada de poesías recitables.
- Estampas Evangélicas.[5] Evocación literaria de la vida del Señor.
- Estampas de la Santísima Virgen.[6] Lecturas religiosas (prosa y versos) sobre la vida de la Virgen.
- Estampas Bíblicas. Evocación Literaria del Antiguo Testamento.
- Evangeliario Ilustrado. Explicación del Evangelio y principales conmemoraciones escolares.
- Nuevas lecturas históricas. Libro de lecturas formativas.
- Nuevas lecturas patrióticas.[7] Libro de lecturas escolares con contenidos sobre la Geografía e Historia de España.
- Santas y Heroínas. Libro de lectura para niños.
- Junto al Divino Maestro. Lecturas reflexivas y estampas evangélicas comentadas.
- Dios con Nosotros. Libro de lecturas Eucarísticas.
- Mensájes Pedagógicos. Orientaciones para el Magisterio.
- Rapsodia Marinera. Ensayos sobre el valor pedagógico del mar.

Otros títulos:
- Beethoven. Libro sobre la vida y obra de Beetthoven.
- Velázquez. Grandes hombres. Vida y obra de Velázquez.
- Hombres y obras. Lecturas a base de biografías comentadas.
- Una trayectoria pedagógica. Justificación, desarrollo y análisis de la labor pedagógica y social realizada en una escuela rural.

## La Cartilla Práctica
Método práctico para el aprendizaje de la lectura y la escritura y del dibujo simultáneos. Sigue el método ideovisual y presenta la novedad de incorporar el mismo texto tanto en letra de imprenta como en letra manuscrita para favorecer la lectura y la escritura simultáneamente, pudiendo dedicarse el maestro a otras actividades mientras el niño copia lo que está aprendiendo a leer.

## La Enciclopedia Práctica
Fue una serie de libros de texto enciclopédicos orientados a niños de párvulo y de seis a doce años que incluían todas las materias del curso. La Enciclopedia Práctica contenía materias como Historia de España, Lengua Castellana, Aritmética, Geometría, Geografía, Ciencias Naturales, Doctrina Cristiana, Historia Sagrada, o Doctrina del Movimiento Nacional.
Contaba además con libros complementarios para los maestros. Estos recogían sugerencias y las soluciones a los ejercicios propuestos para los Grados Preparatorio, Elemental, Medio y Superior junto con normas prácticas de metodología y organización escolar.
Los libros de texto fueron ilustrados por Fernández Collado y Juan Navarro Higuera, llegando a publicarse numerosas reediciones de los mismos.

## La Enciclopedia Didáctica
Adaptación práctica de las asignaturas de las Escuelas Primarias a los Cuestionarios Oficiales. Orientada a niños de seis a doce años.